# 廣告標語
廣告標語（advertising slogan）又稱slogan，是用於廣告宣傳，往往令人印象深刻的短文。可以是簡短的一句話，或數行程度的文章，常被視為行銷商品時決定商品印象的一項重要因素。

## 智慧財產
廣告標語通常很簡短，可能不被法律認可登記著作權。
中華民國著作權法第九條第一項第三款規定：「下列各款不得為著作權之標的：三、標語及通用之符號、名詞、公式、數表、表格、簿冊或時曆。」，並有標語不成為著作的司法判例。另有第四款規定：「單純為傳達事實之新聞報導所作成之語文著作。」
即使相關法律未明文規定，簡短的標語可能被認定為缺乏創作性不得成為著作。在日本有過判例，五・七・五調的交通安全標語被認定為著作物。
中华人民共和国著作权法第五条規定：「本法不适用于：（一）法律、法规，国家机关的决议、决定、命令和其他具有立法、行政、司法性质的文件，及其官方正式译文；（二）时事新闻；（三）历法、通用数表、通用表格和公式。」法規未涉及標語。

## 著名標語
- 只溶你口，不溶你手。（只溶喺口，唔溶喺手 － 香港版本）（M&Ms melt in your mouth, not in your hand. 1954）[5]
- 一家烤肉萬家香。[6]
- 點只汽水咁簡單。[7]

## 外部連結
- 廣告用語之修辭